# Marcantonio Michiel
Marcantonio Michiel (ur. 1484 w Wenecji, zm. 9 maja 1552 tamże) – włoski literat i kolekcjoner dzieł sztuki.
Należał do arystokratycznej rodziny weneckiej. Michiel był uznawany za wytrawnego humanistę; w młodości przebywał we Florencji, w Rzymie i Bergamo. Zainteresowany malarstwem i rzeźbą, gromadził wybrane dzieła weneckich mistrzów renesansowych. Dzięki inwentarzom sporządzonym po jego śmierci wiadomo, jakie dzieła wchodziły w skład jego kolekcji – były to m.in. obrazy Giorgiona, Jacopa de’ Barbari i Giovanniego Belliniego oraz rzeźby Bellana oraz Severa da Ravenna. Równocześnie poświęcił się katalogowaniu najznakomitszych kolekcji artystycznych Padwy, Mediolanu, Pawii, Bergamo, Cremy i Wenecji. Jest autorem rękopisu Notizia d’opere di disegno, w którym zawarł bogate w szczegóły opisy rzeźb, obrazów i rysunków z kolekcji publicznych i prywatnych znajdujących się w Lombardii i Veneto. Rękopis ten po latach trafił do Biblioteca Nazionale Marciana w Wenecji i został wydany drukiem w 1800 r. jako dzieło Anonimo Morelliano (od opata Morellego). Tożsamość prawdziwego autora odkrył Cesare Bernasconi w 1864 r.
W ciągu wieków część zbiorów Michielego uległa rozproszeniu, podczas gdy inne przeszły na własność patrycjuszowskich rodzin weneckich.
Współcześnie szczególnie znaczenie mają zapiski sporządzane przez Michiela, dotyczące lokalizacji i wyglądu dzieł, które osobiście oglądał. Wiele z nich jest fundamentalnych dla znajomości biografii artystów, którym Michiel poświęcił noty i na temat których twórczości zapisał wrażenia. Szczególnie przydatne są w tym wzmianki dotyczące Giorgiona czy innych artystów, o dziełach których nie zachowały się do dziś żadne inne informacje.